# Jimin
Park Ji-min (koreanska: 박지민), mer känd som bara Jimin, född 13 oktober 1995 i Busan, är en sydkoreansk sångare, dansare och låtskrivare. Han är medlem i det sydkoreanska pojkbandet BTS sedan deras debut 2013. År 2023 släppte han sitt första soloalbum, Face.
Som låtskrivare har Jimin över 20 låtar registrerade hos Korea Music Copyright Association.

## Diskografi

### Album
| Datum       | Albumtitel                                       | Topplacering          |
| Datum       | Albumtitel                                       | Sydkorea (Gaon Chart) |
| ----------- | ------------------------------------------------ | --------------------- |
| 12 jun 2013 | 2 Cool 4 Skool                                   | 5                     |
| 11 sep 2013 | O!RUL8,2?                                        | 4                     |
| 12 feb 2014 | Skool Luv Affair                                 | 1                     |
| 19 aug 2014 | Dark & Wild                                      | 2                     |
| 29 apr 2015 | The Most Beautiful Moment in Life, Part 1        | 1                     |
| 30 nov 2015 | The Most Beautiful Moment in Life, Part 2        | 1                     |
| 2 maj 2016  | The Most Beautiful Moment in Life: Young Forever | 1                     |
| 10 okt 2016 | Wings                                            | 1                     |
| 13 feb 2017 | You Never Walk Alone                             | 1                     |
| 18 sep 2017 | Love Yourself 承 Her                             | 1                     |
| 18 maj 2018 | Love Yourself 轉 Tear                            | 1                     |
| 24 aug 2018 | Love Yourself 結 Answer                          | 1                     |
| 12 apr 2019 | Map of the Soul : Persona                        | 1                     |